# Selaginella pallescens
Selaginella pallescens är en mosslummerväxtart som först beskrevs av Karel Presl och som fick sitt nu gällande namn av Antoine Frédéric Spring.
Selaginella pallescens ingår i släktet mosslumrar och familjen mosslummerväxter.

## Underarter
Arten delas in i följande underarter:
- Selaginella pallescens aurea
- Selaginella pallescens elongata